# Koppa, Muddebihal
Koppa là một làng thuộc tehsil Muddebihal, huyện Bijapur, bang Karnataka, Ấn Độ.